# Minarelli

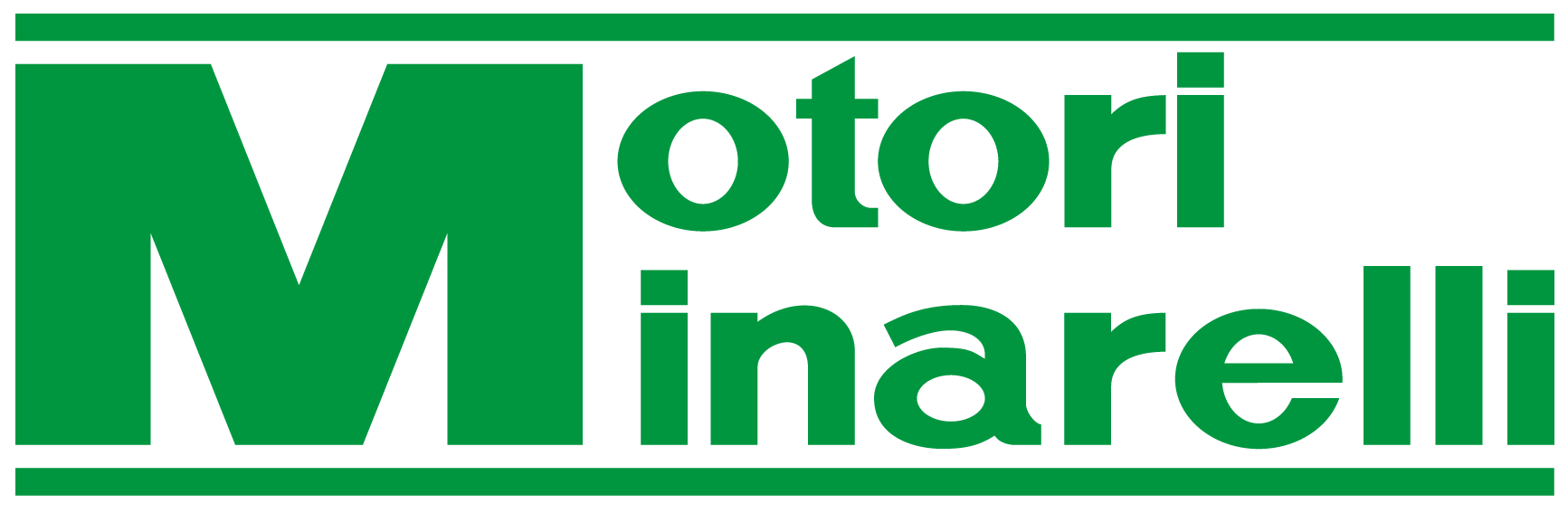
Minarelli logo

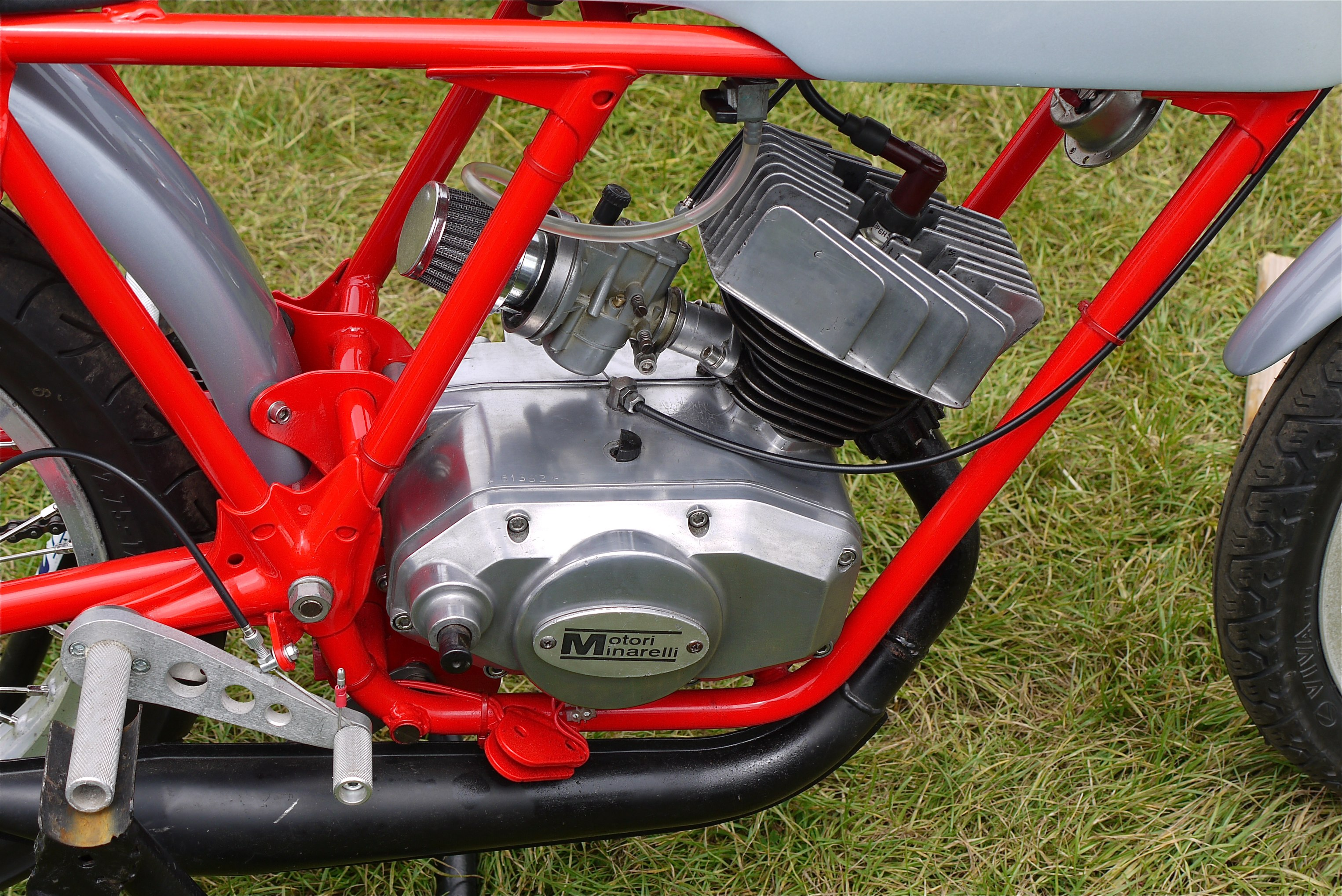
Minarelli P6 50cc, 1975

Motori Minarelli – fabryka produkująca silniki motocyklowe, utworzona w 1956 roku przez Vittorio Minarelli w Bolonii. Od roku 2002 firma należy do koncernu Yamaha Motor Group, produkując silniki do wielu motocykli, m.in. XT 660, WR 125, YBR 125 oraz skuterów o pojemności 50 – 125 – 250 cm³ i motorowerów o pojemności 50 cm³ (TZR 50, DT 50). Silniki tej firmy stosowane są m.in. w skuterach firm Aprilia, Malaguti, Yamaha, MBK oraz w motorowerach firm Aprilia, Peugeot, PGO, Rieju.
Wbrew obiegowej opini Minarelli jest nazwą firmy, a nie nazwą silnika. 11 kwietnia 2008 fabrykę opuścił dziesięciomilionowy silnik.